# Бурносуз
Бурносуз или Бурунсуз (на турски: Yeşilova) е село в околия Павлово, вилает Лозенград (Къркларели), Турция. Според оценки на Статистическия институт на Турция през 2018 г. населението на селото е 385 души.

## География
Селото се намира в историко–географската област Източна Тракия, на 58 км югозападно от Лозенград.

## История
В ΧΙΧ век Бурносуз е българско село в Хавсенска кааза на Одринския вилает на Османската империя. Според „Етнография на вилаетите Адрианопол, Монастир и Салоника“, издадена в Константинопол в 1878 година и отразяваща статистиката на населението от 1873 година, Бурунсуз (Bourounsous) има 16 домакинства и 69 българи.
Според статистиката на професор Любомир Милетич в 1912 година в селото живеят 25 семейства помаци.